# 히 버르호프스타트
히 모리스 마리 루이즈 버르호프스타트(Guy Maurice Marie Louise Verhofstadt, 1953년 4월 11일 ~ )는 벨기에의 정치인이다. 그는 2009년 이래 벨기에에서 온 유럽 의회 의원과 유럽자유민주동맹의 당수이다. 1999년부터 2008년까지 47대 총리를 지내왔으며, 1985년부터 1992년까지 예산부 장관 겸 부총리를 역임하였다. 그는 1985년부터 2009년까지 하원 의원이었다.
자신이 유럽자유민주동맹의 당수였던 유럽 의회의 의원을 지내온 그는 세계 의원 연맹의 연방주의적 스피넬리 그룹을 창립하였다. 2014년 유럽 의회 선거에서 유럽 위원회의 의장을 위한 유럽자유민주동맹의 후보였다.
2016년 9월 버르호프스타트는 유럽 의회를 위하여 브렉시트의 협상자로 임명되었다.

## 초기 경력
덴더르몬데에서 태어나 헨트대학교에서 법학을 전공하는 동안 자유 플람스 학생 연맹의 회장(1972 ~ 74)이 되었다. 그는 빠르게 당시 플람스 자유당의 의장이었던 빌리 더 클레르크의 비서가 되었다. 1982년 28세의 나이로 당의 의장이 되었다. 1985년 대의원으로 선출되고, 빌프리트 마르턴스 총리 아래 예산부 장관 겸 부총리가 되었다. 자신의 경제적 가망과 젊은 나이의 이유로 그는 "아기 대처"로 알려지게 되었다.
정부에서 축출 당한 후에 그는 야당의 지도자가 되었다. 1991년 11월 정부를 형성하는 데 시도에 실패한 후, 그는 플람스 자유당을 열린 플람스 자유민주당으로 바꾸었다. 이 신당은 다른 당들로부터 많은 정치인들을 끌어들였다.
하지만 많은이들이 높은 기대들을 가짐에 불구하고 당은 기독교인민당을 능가할 수 없었다. 버르호프스타트는 사임하고 정치적 장면에서 사라져 적게 급진적인 이미지와 함께 1997년 당의 의장으로만 복귀하였다. 부분적으로 사회자유주의 정치 철학자인 자신의 동생 디르크의 영향 아래 신자유주의로부터 차차 옮겨가 특히 총리로서 자신의 첫 기간 동안에 명확해진 더욱 중도주의자가 되었다.

## 버르호프스타트 1차 내각

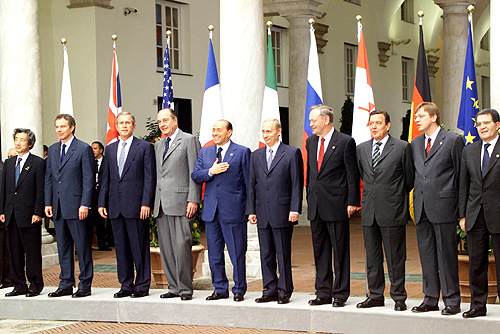
2001년 제노바에서 열린 G8 정상 회의에서 (오른쪽에서 두번째가 버르호프스타트 총리)

부분적으로 1999년 선거가 있기 조금 전에 일어난 식품 스캔들의 이유로 열린 플람스 자유민주당은 국가에서 가장 큰 당이 되어 플랑드르에서 투표의 22% 이상을 획득하였다. 그는 빠르게 브뤼셀과 왈롱에서 플람스 사회당, 녹색당과 이 당들의 프랑스어 사용 정부들과 함께 연합 정부를 형성하였다. 그는 7월 12일 총리로 임명되어 1938년 이래 그 직위를 보유한 첫 자유당원이었다. 그 일은 1958년 이래 기독교민주당이 없는 벨기에의 첫 정부였고, 녹색당들을 포함하는 데 처음이었다.
버르호프스타트는 더욱 유럽을 통합하는 데 향하는 공로로 유럽 환상의 상을 수상하였다. 경제적 상황은 그에게 가장 낮은 사회적 별거 수당을 모으고 과세를 낮추는 데 여유를 주었다. 2001년 후에 경제적 상황은 악화되었다. 2030년까지 연금 유지를 확실히 하는 지시에서 "노화 기금" 혹은 "은의 기금"이 세워졌다. 그러나 사회 기부 제도를 유지하는 데 시도를 하는 동안에 경제를 부양하는 그의 노력들에 불구하고, 이전에 데하네 2차 내각 동안 떨어진 실업률이 올랐다.
자신의 연정 상대들의 불승인으로 거의 버르호프스타트와 그의 열린 플람스 자유민주당은 비유럽 연합 주민들에게 투표를 하는 데 권리를 승인하는 것을 반대하였다. 대신 그들은 벨기에 시민권 획득을 위하여 제출하고 진행을 자유화할 수 있었다. 2003년 이라크 사태로 대비하는 동안에 벨기에는 침입에 반대하는 데 프랑스, 독일과 러시아에 가입하였다.

## 버르호프스타트 2차 내각

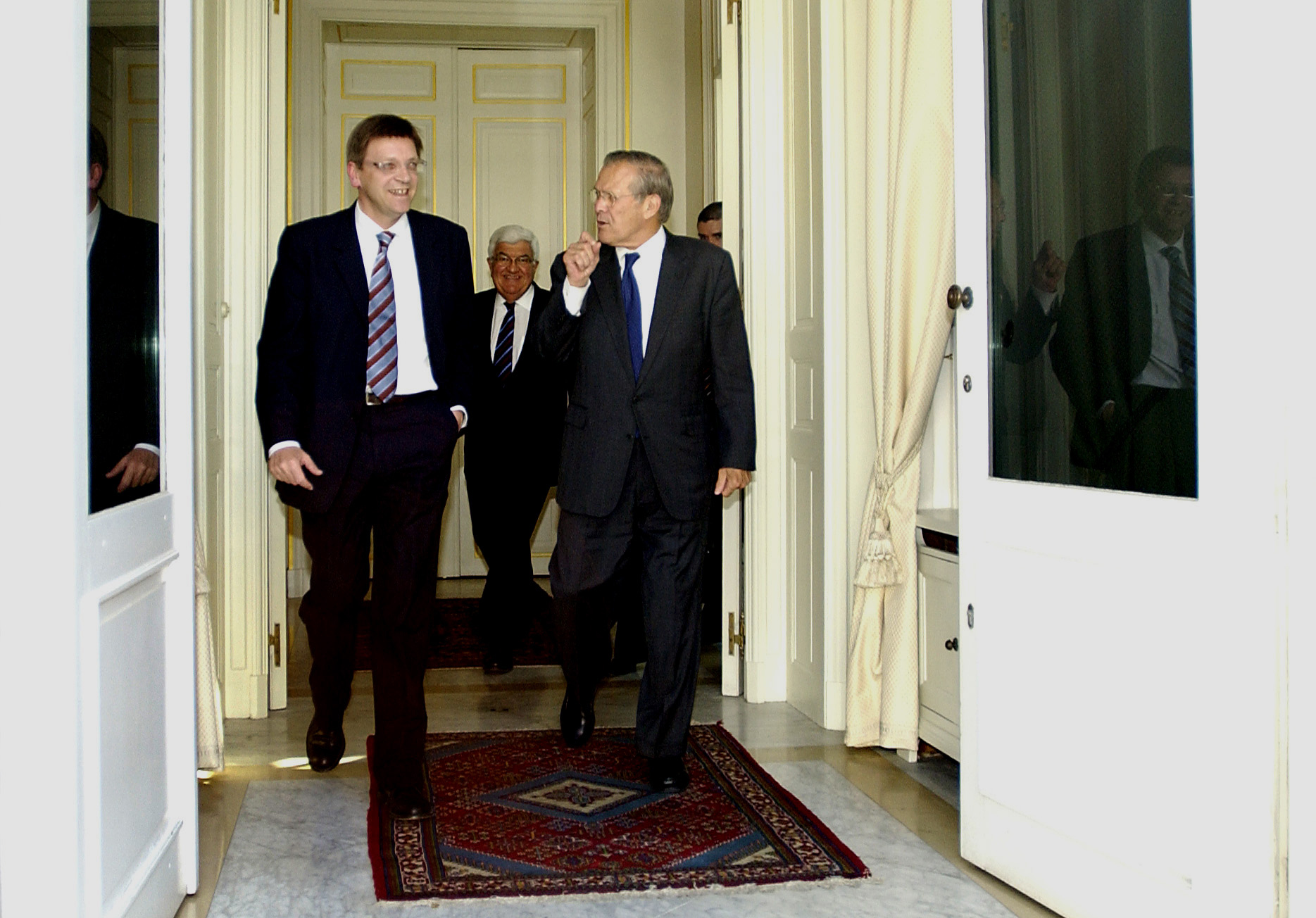
벨기에를 방문한 도널드 럼즈펠드 미국 국방장관과 함께

2003년 총선에 이어 버르호프스타트는 선거에서 사실상 폐지된 녹생당원들 없이 자신의 2번째 내각을 형성하였다. 다양한 이유들로 2차 정부의 형성은 보통의 범위르 넘어서 연기되었는 데 경제적 상황이 1999년 수준들로 악화되고, 정치적으로 비슷한 당들(자유당과 사회당)이 둘다 거의 같은 의석들을 얻었다.
여러 타국 정부는 버르호프스타트 내각 측에 보편적 관할권(“학살법”으로도 통함)의 폐지를 요구했다. 보편적 관할권은 벨기에 내에서 외국인이 저지른 반인륜적 범죄에 대해 벨기에 판사가 고발 및 형을 선고할 수 있게 하는 권리다. 보편적 관할권을 실제 기소에 적용하는 경우는 매우 드물었고 종종 기소가 진행되더라도 정치적 견해로 인한 타국의 모욕만을 결과로 남기며 기각되곤 했다. 2003년 7월 12일 버르호프스타트 2차 내각이 취임하며 내각과 정치권 연합은 이른바 “학살법”이라고 불리던 보편적 관할권을 폐지하기로 합의하고 대신 훨씬 강도 약한 법안을 대체 수단으로 내놓았다.
2004년 6월 13일 플랑드르 지방 선거에서 그의 당은 투표를 패하여 지방에서 3위로 들어갔다. 총리로서 그의 직위들에 직접 영향력이 없었어도 선거를 이긴 기독교민주당과 플람스가 연방 정부에서 참가하려는 소문이 돌았다. 버르호프스타트는 유럽 위원회의 의장으로서 로마노 프로디를 대체하는 후보로서 제안되었으나 토니 블레어와 이전 해에 영국과 미국의 이라크 침공의 완고한 비판들과 함께 동의하지 않은 다른 지도자들에 의하여 지도된 연합 정부에 의하여 반대되고 거절되었다.
이 일이 일어난 후에 버르호프스타트는 국내 위기의 계승과 향하였다. 처음으로 2004년 가을로 향하여 플랑드르 지방자치적 자벤템에 위치한 브뤼셀 공항에서 DHL이 투자할 것이냐는 의문이었다. 내각의 몰락을 일으킬 뻔하던 의문은 밤에 DHL의 가외 상륙 권리들을 승인하는지 아닌지였고, 이 일은 공동적 토론과 다양한 법정의 입장들의 긴급 회제로 있었다. 고용과 밤의 휴식 사이의 갈라짐의 결말은 DHL이 라이프치히로부터 더 낳은 상태들을 얻는 목적으로 자벤템 선택권 만을 이용하면서 실패하였다.
DHL 사건에 이어 버르호프스타트는 헌법과 행정적 권력들의 배당과 브뤼셀-할레-빌보르데 구역을 위한 책임들에 사건을 향하였다. 권력의 분배는 플랑드르 지방 정부를 통치하는 당들에 의하여 정부의 연립 동의서로 써왔다. 이 일은 왈롱의 당들로부터 거부를 일으켰다. 이 사건은 문제가 2007년 연방 선거 때까지 보류될 때 2005년 봄까지 계속되었다. 2005년으로 봐서 정부에 참가한 플랑드르의 당들은 정부가 무너지는 것을 원하지 않았고, 여론 조사들에서 자신들의 부족한 평점들이 주어졌다.
2007년 6월 10일 후에 치루어진 모든 선거들을 다스린 벨기에의 헌법적 재판소는 브뤼셀-할레-빌보르데 구역의 비분리의 이유로 헌법적으로 무효로 되었을 것이다. 2005년 가을에 버르호프스타트는 고용, 사회적 개혁들에 관해서와 야당의 상관없이 결합의 활동들과 함께 "세대 협정"을 협상할 수 있을 때 성공을 얻는 데 처리하였다.
2006년 지방자치적 선거의 결과로서 버르호프스타트는 2007년 1월 헨트에서 지방자치적 의원으로서 선서하였다. 시의회에서 그는 또한 지방자치적 의원으로 선출된 다른 내각 장관 프레야 판던 보시의 다음으로 의석을 얻었다. 그는 새롭게 선출된 시의회의 첫 회의로 갈 수 있도록 러시아의 블라디미르 푸틴 대통령을 방문하는 것마저 미루었다.

## 버르호프스타트 3차 내각
버르호프스타트는 열린 플람스 자유민주당을 2007년 총선으로 지도하였다. 이미 2006년의 지방자치적 선거와 함께 열린 플람스 자유민주당은 버르호프스타트의 8년을 충분히 가진 플랑드르의 투표인과 왕권의 연합 정부와 함께 노역의 징후를 보였다. 선거의 날에 저녁 연설에서 버르호프스타트는 패배를 인정하고 열린 플람스 자유민주당을 지도하는 데 새로운 세대를 위하여 의문하였으며, 새 정부의 형성 후에 그는 총리로서 물러나는 것이었다. 하지만 새 정부의 형성은 복잡하였고, 결말에 기독교민주당 플람스 정치인 이브 르테름은 새 정부에 관한 것을 가져오는 데 실패하였다.
아직 확실한 정책 문제들이 정치적으로 다급해졌다. 국왕 알베르 2세는 3달간 재직하고 2008년 예산을 제출할 수 있던 "임시 정부"를 중재하는 데 버르호프스타트를 의문하였다. 처리는 12월에 충돌하고 임시 정부는 7일 취임식을 위하여 세워졌다. 2일 후, 이 임시 정부는 호의에 97개의 투표, 46개의 반대와 하나의 결석과 함께 국회에서 신임의 투표를 이겨 3달간 합법성을 확실히 하였다.
이브 르테름의 지도 아래 "영구적 정부"가 2008년 3월 20일 정권을 잡았다.
2007년 12월 21일 새 정부의 첫 결정들 중의 하나는 알카에다 조직의 탈옥 시도를 감춘 후에 안정적 수준을 올리는 것이었다.

## 총리 이후

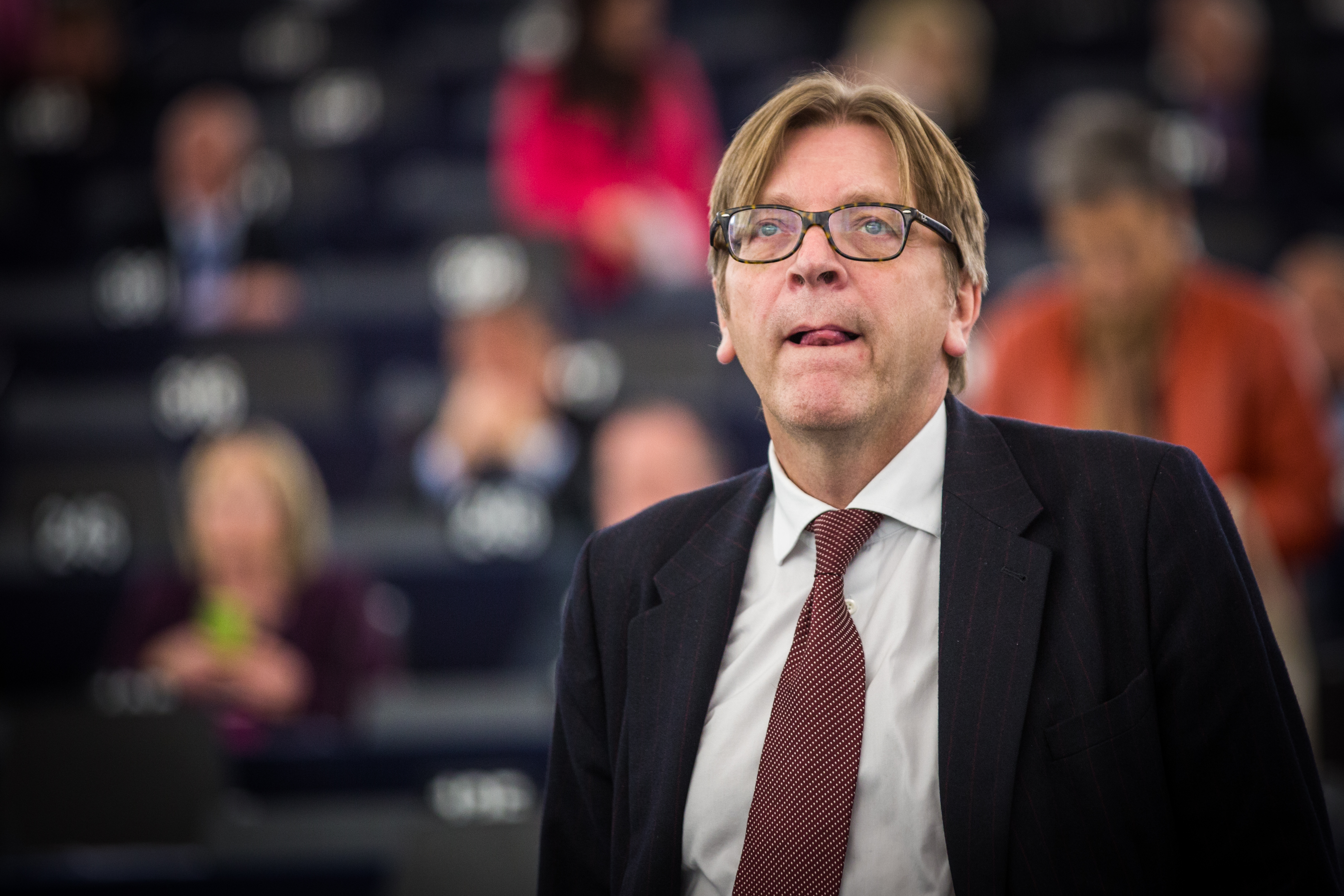
2014년 유럽 의회에서

자신의 총리 재임 후에 그는 2007년 자신이 선출된 상원의 의석을 차지하였다. 2009년 유럽 의회 선거에서 버르호프스타트는 2009년부터 2014년까지의 기간을 위한 유럽 의회의 의원으로 선출되었다. 그는 또한 녹색당, 사회당과 자유당의 연정에 의한 유럽 위원회의 의장으로서 조제 마누엘 두랑 바호주를 대체하는 데 가능한 후보로서 놓여오기도 하였다.
2009년 7월 1일 그는 유럽 의회에서 유럽자유민주동맹의 의장으로 선출되었다.
7월 14일 그는 자신이 6월에 선출되어 온 새롭게 선서된 유럽 의회에서 자신의 의석을 차지하였다. 2010년 9월 15일 버르호프스타트는 유럽 연합의 연방화를 위한 추진력을 되살리는 데 창립된 새로운 발의원 스피넬리 그룹을 성원하였다. 그는 또한 80개 이상의 전직 민주주의 정치인들의 무소속 기구 마드리드 클럽의 회원이기도 하다. 단체는 전세계에 민주적 통치와 지도력을 흥행하는 데 일하는 편이다.
2012년 이래 버르호프스타트는 브뤼셀에 기지를 둔 무소속 평의원과 세계적 가스와 석유 수송 기관 엑스마르의 독자적 국장을 지내왔다.
2015년 4월 우크라이나 사태를 잇따라서 푸틴 러시아 대통령을 만남, 유럽 연합/유럽 중앙은행/국제 통화 기금 사이에 어려운 협상들과 치프라스의 최근에 선출된 시리자 지도 정부에 버르호프스타트는 알렉시스 치프라스 그리스 총리를 비난하였다.
8월 그는 유럽 난민 사태에 반응에서 유럽 연합의 수용소와 난민 제도의 개혁을 요구하였다. 그는 또한 데이비드 캐머런 영국 총리와 프랑수아 올랑드 프랑스 대통령을 유럽 연합의 모든 국가들에 난민들을 위하여 수용소 요구들을 분배하는 데 유럽 위원회의 제안을 반대함으로 비난하기도 하였다. 그는 또한 장벽과 국경 안정 법안들을 지으는 것을 멈추고 가들의 노력을 인도주의의 원조로 방향을 바꾸는 데 프랑스, 영국과 헝가리의 정부들에 부탁하였다.
그해 5월 뉴스 대중매체는 버르호프스타트가 국가에 들어오면 안 되는 유럽 연합에서 온 두드러진 사람들의 러시아 블랙리스트에 포함되었다고 보고하였다.
2016년 11월 조지 W. 부시의 악의 축 진언을 반향한 버르호프스타트는 오고 있는 "독재자들의 울림"을 유럽 의회에 경고하여 러시아와 터키의 늘어나는 주장을 인용하고, 도널드 트럼프 대통령 임기의 가능성을 예기하였다.
| 전임 장뤼크 데하네 | 제47대 벨기에의 총리 1999년 ~ 2008년 | 후임 이브 르테름 |